# Marceau Somerlinck
Marceau Somerlinck (* 4. Januar 1922 in Lille; † 9. November 2005) war ein französischer Fußballspieler. Trotz seiner zahlreichen Erfolge findet man seinen Familiennamen häufig in fehlerhafter Schreibweise (Sommerlinck oder -lynck).

## Die Spielerkarriere
Marceau Somerlinck trat als 12-Jähriger dem Liller Vorstadtklub SC Fivois bei. Der eher klein gewachsene Außenverteidiger war ein typischer Vertreter des damaligen nordfranzösischen Fußballs: kein großartiger Techniker, aber ein bissiger, nie aufgebender Kämpfertyp, der seinem Gegenspieler in der eigenen Spielhälfte nicht von der Seite wich und der mit kraftvollen Befreiungsschlägen den Ball aus der Gefahrenzone beförderte. Er debütierte sehr früh, wohl schon mit 16, in der ersten Mannschaft, die bis zum Kriegsausbruch durchgehend auf einem Mittelfeldplatz der Division 1 zu finden war. Als 19-Jähriger stand er mit Fives in seinem ersten Endspiel um den Landespokal, verließ aber 1941 das Stadion noch als Verlierer. An einem Ligaspielbetrieb hingegen durfte der Klub infolge der Besetzung Frankreichs durch die deutsche Wehrmacht erst wieder 1942/43 teilnehmen – Lille lag in der „verbotenen Zone“ –, und die Elf belegte auf Anhieb Platz drei der Nordgruppe. Im Jahr darauf spielten statt der Vereinsmannschaften regionale Auswahlteams um Titel und Pokal, und Somerlinck wurde mit der Équipe fédérale Lille-Flandres Vizemeister.
In der Spielzeit 1944/45 fusionierte Fives mit dem Lokalrivalen Olympique Lillois zum Lille Olympique SC, und hier war der linke Verteidiger wie sein ebenfalls aus Fives stammender Abwehrkollege Joseph Jadrejak von Anfang an integraler Bestandteil einer Mannschaft, die von Erfolg zu Erfolg eilte. Ihr Prunkstück war das Angriffsduo Bihel/Baratte, und das offensiv ausgerichtete Spiel bedeutete häufig Schwerstarbeit für die eigenen Abwehrspieler. In der ersten Nachkriegssaison (1945/46), die wieder in einer landesweiten Liga und unter Profibedingungen ausgetragen wurde, gewann der LOSC den Pokal und die französische Meisterschaft, somit auch den Doublé. Den Pokal konnte Lille sowohl 1947 als auch 1948 verteidigen, und Somerlinck stand in allen Endspielen auf dem Rasen des Stade Olympique Yves-du-Manoir, verteidigte seinen Platz auch gegen Nachwuchstalente wie Jacques Grimonpon. In der Division 1 lief es nicht ganz so gut: Lille wurde viermal nacheinander nur Vizemeister (1948–1951), aber der Verein schnitt seit 1945 auch nie schlechter als auf Rang vier ab, bevor 1954 ein weiterer Landesmeistertitel gewonnen werden konnte. 1953 und 1955 kamen zwei weitere Gewinne des Landespokals hinzu. 1951 stand Somerlinck auch im Finale um die Coupe Latine, wo sich Lille dann aber dem AC Mailand beugen musste.
Nach dem Titelgewinn von 1954 endete die Dominanz des LOSC in der Division 1 abrupt: 1955 konnte sich der Verein nur durch Siege in den Relegationsspielen im Oberhaus halten, 1956 musste Lille erneut in die Barrages. Somerlinck, der nach dem Pokalsieg von 1955 seine aktive Karriere eigentlich schon beendet hatte, kehrte in der Saison 1955/56 sogar noch für einige Begegnungen zu den Rot-Weißen zurück, aber das verhinderte den Gang in die Zweitklassigkeit auch nicht mehr.
Marceau Somerlinck fehlte trotz seiner körperbetonten Spielweise in diesem Jahrzehnt nur selten wegen einer Verletzung und brachte es insgesamt auf über 300 Erstligabegegnungen nach Kriegsende. Vor allem aber: kein Fußballer hat mehr französische Pokalsiege errungen als dieser zuverlässige Abwehrspieler – und womöglich wären es sogar noch zwei mehr geworden, hätte er nicht 1945 und 1949 jeweils im Pokalfinale passen müssen. Manche sagen, dass Lille diese Endspiele möglicherweise nicht verloren hätte (übrigens beide Male gegen Racing Paris), hätte Somerlinck mitgespielt.
Eine Berufung in die A-Nationalmannschaft ist ihm trotz seiner konstanten Leistungen nicht vergönnt gewesen.

### Spielerstationen
- SC Fivois (1934–1943)
- Équipe fédérale Lille-Flandres (1943/44)
- Lille Olympique SC (1944–1956)

## Leben nach der aktiven Zeit
Marceau Somerlinck trainierte einige Jahre einen Amateurverein aus Ronchin, dem Ort an der südlichen Stadtgrenze von Lille, in dem er lebte und ein Bar-Tabac betrieb – und in dem heute eine Sporthalle seinen Namen trägt.

## Palmarès
- Französischer Meister: 1946, 1954 (und Vizemeister 1944 [inoffiziell], 1948, 1949, 1950, 1951)
- Französischer Pokalsieger: 1946, 1947, 1948, 1953, 1955 (und Finalist 1941)
- Coupe Latine: Finalist 1951